# Dibernardia affinis
Dibernardia affinis — вид змій родини полозових (Colubridae). Ендемік Бразилії.

## Поширення і екологія
Dibernardia affinis поширені на сході Бразилії, від Сеари на південь до Ріу-Гранді-ду-Сул. Вони живуть у вологих атлантичних лісах і в залишках лісу каатинга, зустрічаються на висоті до 1600 м над рівнем моря. Ведуть наземний і денний спосіб життя, живляться амфісбенами, ящірками і амфібіями. Відкладають яйця.